# Musijja
Musijja (arab. موسيه) – wieś w Syrii, w muhafazie Aleppo, w dystrykcie Afrin. W 2004 roku liczyła 359 mieszkańców.